# Richmond (British Columbia)
Richmond ist eine Stadt im Südwesten der kanadischen Provinz British Columbia. Sie liegt südlich von Vancouver am Ufer der Straße von Georgia im Mündungsbereich des Fraser River. Richmond gehört zum Bezirk Metro Vancouver und ist Standort des Flughafens Vancouver.

## Geographie
Das Stadtgebiet umfasst die meisten Inseln im Mündungsdelta des Fraser River, die größte und bevölkerungsreichste ist Lulu Island (der östliche Zipfel gehört zur Nachbarstadt New Westminster). Die zweitgrößte Insel ist Sea Island, auf der sich der internationale Flughafen befindet. Daneben gibt es dreizehn kleinere Inseln.
Da das gesamte Stadtgebiet auf Inseln in einem Flussdelta liegt, verfügt Richmond über reichlich fruchtbaren Alluvialboden. Das Mündungsgebiet des Flusses war eine der ersten Gegenden in British Columbia, in der europäische Siedler Landwirtschaft betrieben. Der Nachteil war jedoch, dass das Land durchschnittlich nur gerade einen Meter über dem Meeresspiegel liegt und deshalb häufig von Hochwasser betroffen war, insbesondere bei Flut. Aus diesem Grund sind um alle größeren Inseln Deiche errichtet worden.

## Klima
Gemäß der Klimaklassifikation nach Köppen und Geiger ist das Klima in Richmond als gemäßigtes Ozeanklima (Cfb) einzustufen.

## Geschichte
Verschiedene Indianerstämme der Salish-Gruppe kamen auf die Inseln, um zu fischen und um Beeren zu sammeln. In den 1860er Jahren begann die Besiedlung durch europäische Bauern. Die offizielle Gründung der Gemeinde Richmond erfolgte am 10. November 1879. Über die Herkunft des Namens gibt es verschiedene Theorien: Eine besagt, dass der Ort nach einem Bezirk in der Provinz Ontario benannt wurden, wo einige Siedler herstammten. Eine andere geht davon aus, der Name stamme von einer gleichnamigen Farm in Australien oder von der Stadt Richmond in England.
Ab den 1880er Jahren besaß die Fischerei eine große Bedeutung für die lokale Wirtschaft. Die Fische wurden in mehreren Fabriken weiterverarbeitet, die am Fraser River entstanden waren. Auch der Bootsbau brachte Arbeitsplätze. In der Folge zogen viele japanische Fischer hierher; diese ließen sich hauptsächlich im Dorf Steveston an der Südwestspitze von Lulu Island nieder.
Richmond war und ist heute noch das Zentrum der Luftfahrt in British Columbia. Das erste Flugzeug hob am 25. März 1910 von der damaligen Pferderennbahn Minoru Racecourse ab. Der erste Flugplatz mit einer einfachen Graspiste befand sich auf Lulu Island. Im Jahr 1931 wurde der Flughafen auf Sea Island eröffnet, der seither mehrmals erweitert worden ist. Am 3. Dezember 1990 erhielt Richmond den Status einer Stadt zugesprochen.

## Bevölkerung
Der Zensus im Jahr 2011 ergab für die Großstadt eine Bevölkerungszahl von 190.473 Einwohnern. Die Bevölkerung hatte dabei im Vergleich zum Zensus von 2006 um 9,2 % zugenommen, während die Bevölkerung in British Columbia gleichzeitig nur um 7,0 % anwuchs.

Nach Vancouver, Surrey und Burnaby ist Richmond die viertbevölkerungsreichste Stadt im Regionaldistrikt Metro Vancouver. Sie hat mit 59 % den höchsten Anteil von Minderheiten aller kanadischen Städte. Mehr als die Hälfte der Bevölkerung ist asiatischer Herkunft, die meisten dieser Menschen wanderten von Hongkong und China hierher aus. Andere stammen ursprünglich aus Taiwan und Japan und haben sich bereits Ende des 19. Jahrhunderts im Stadtteil Steveston niedergelassen. Gemäß Statistikbehörde ist die Lebenserwartung von 83,4 Jahren die höchste in ganz Kanada.

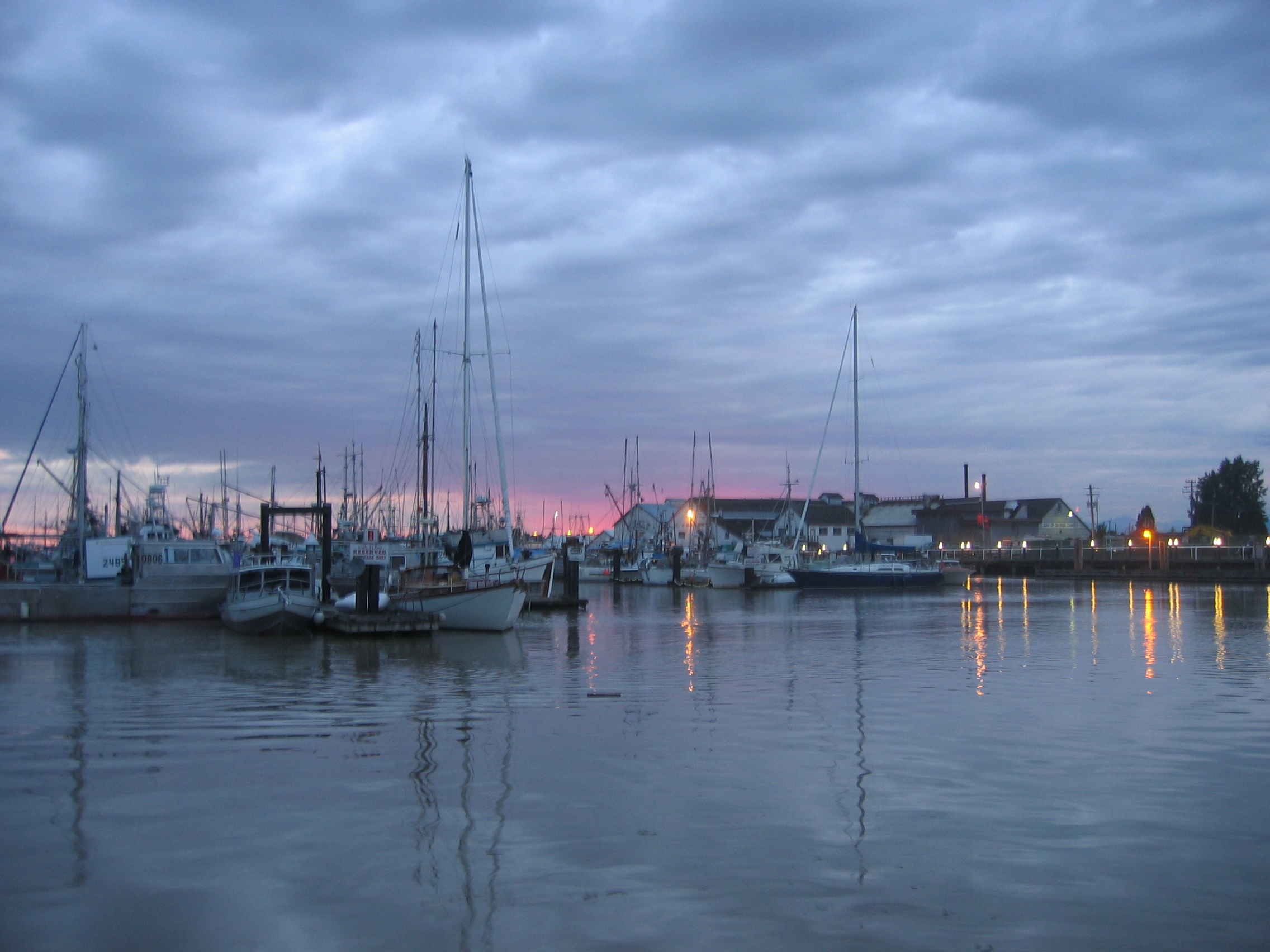
Fischerboote im Stadtteil Steveston

## Wirtschaft
In Richmond gibt es rund 100.000 Arbeitsplätze in den Bereichen Handel, Dienstleistungen, Tourismus, Leichtindustrie, Flugverkehr, Landwirtschaft, Fischerei und Verwaltung. Richmond gilt in der Region als führendes Zentrum für High-Tech-Unternehmen. Ebenfalls findet sich im Stadtgebiet ein zum Hafen Vancouver gehörendes Autoterminal.
Rund ein Drittel des Stadtgebiets (4800 Hektar) ist Landwirtschaftsland, vor allem im östlichen Teil von Richmond. Angepflanzt werden hauptsächlich Amerikanische Heidelbeeren und Großfrüchtige Moosbeeren, daneben auch Erdbeeren, Mais und Kartoffeln. Da Brombeeren wild und unkontrolliert wachsen, werden sie von vielen Farmern als Unkraut betrachtet. Fast die Hälfte der Moosbeerenernte in British Columbia stammt aus Richmond.

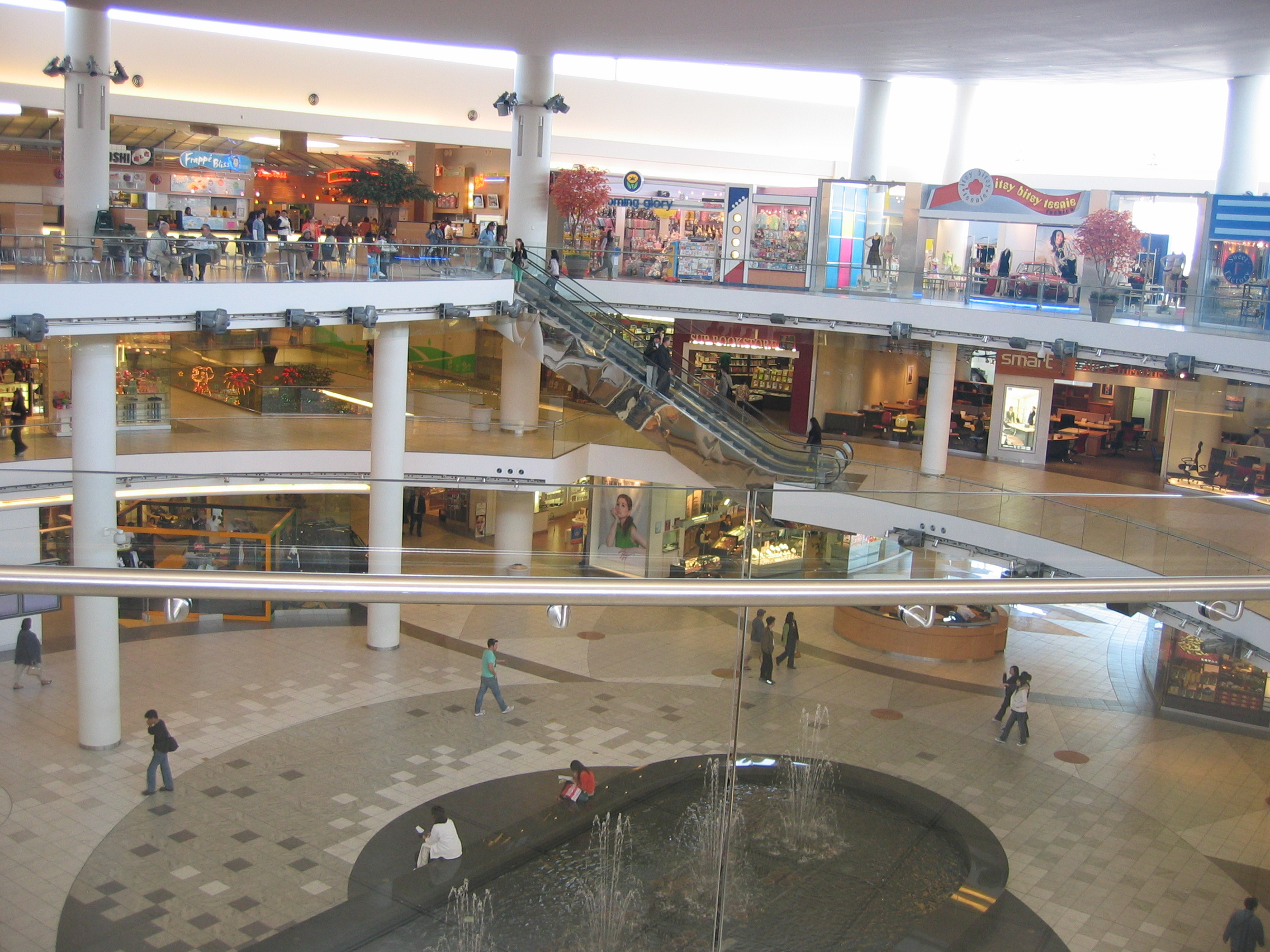
Einkaufszentrum Aberdeen Centre

Richmond besitzt zahlreiche Einkaufszentren, die im asiatischen Stil errichtet sind, die meisten von ihnen befinden sich in einem Gebiet, das von der städtischen Tourismusbehörde offiziell als „Golden Village“ (Goldenes Dorf) bezeichnet wird. Die Namen vieler Geschäfte (auch nichtasiatischer) sind sowohl englisch als auch chinesisch angeschrieben.
In Richmond sind zahlreiche bedeutende Fernsehserien und Filme gedreht worden, darunter Supernatural, Outer Limits, Akte X, Smallville, Stargate – Kommando SG-1, Once Upon a Time und Scary Movie. Der Vancouver International Airport dient häufig als Kulisse für Flughafenszenen, auch wenn die Handlung in anderen Flughäfen spielt; Beispiele dafür sind Final Destination, Eine für 4, The L Word, Popstar auf Umwegen und Fantastic Four.
Auf Sea Island beherbergt die Gemeinde eine Basis der kanadischen Küstenwache, die „CCG Base Sea Island“, an der kein Schiff beheimatet ist aber zwei der vier Luftkissenfahrzeuge der Küstenwache (die CCGS SIYAY und die CCGS MOYTEL).

## Verkehr

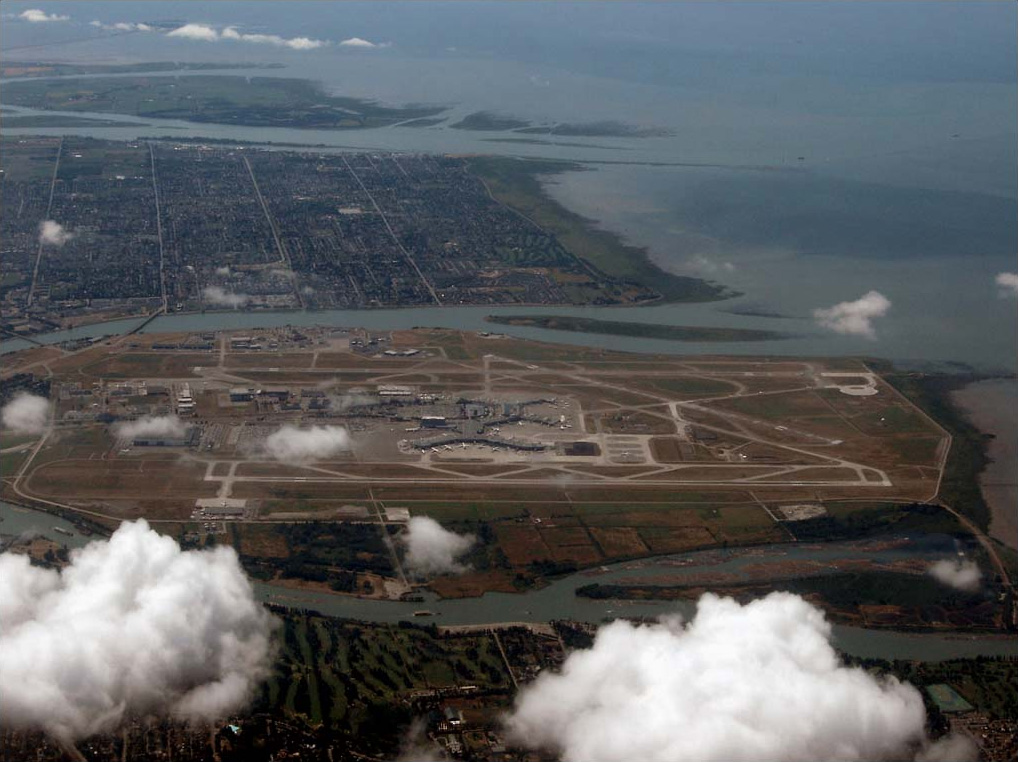
Blick auf den Flughafen (vorne) und die Stadt Richmond (hinten)

Der Vancouver International Airport auf Sea Island liegt nördlich des Stadtzentrums. Es handelt sich dabei um den zweitgrößten Flughafen in Kanada und um einen der wichtigsten internationalen Flughäfen an der nordamerikanischen Westküste.
Aufgrund der Insellage ist Richmond durch zahlreiche Brücken und einen Tunnel mit den benachbarten Städten verbunden. Zwei Autobahnen führen durch das Stadtgebiet, der Highway 99 in Nord-Süd-Richtung zur US-amerikanischen Grenze, in Ost-West-Richtung der Highway 91 von Delta über Richmond nach New Westminster. Eisenbahnstrecken der Canadian National Railway und der Canadian Pacific Railway führen nach Vancouver, New Westminster und Annacis Island, werden aber nur im Güterverkehr befahren.
Zahlreiche von der Verkehrsgesellschaft TransLink finanzierte Buslinien übernehmen den öffentlichen Personennahverkehr und verbinden Richmond mit dem Stadtzentrum von Vancouver sowie mit Surrey, New Westminster, Burnaby, Delta und der University of British Columbia. Richmond ist mit einer U-Bahn-Linie mit Vancouver verbunden, die Canada Line wurde im August 2009 eröffnet.

## Bildung
In Richmond befindet sich ein Campus des Kwantlen University College. Darüber hinaus finden die Flugzeugwartungskurse des British Columbia Institute of Technology in Einrichtungen am Flughafen statt. Die Stadt bildet den Schulbezirk 38; dieser umfasst 38 Grundschulen und elf weiterführende Schulen. Acht Schulen bieten Unterricht in französischer Sprache an.

## Sport

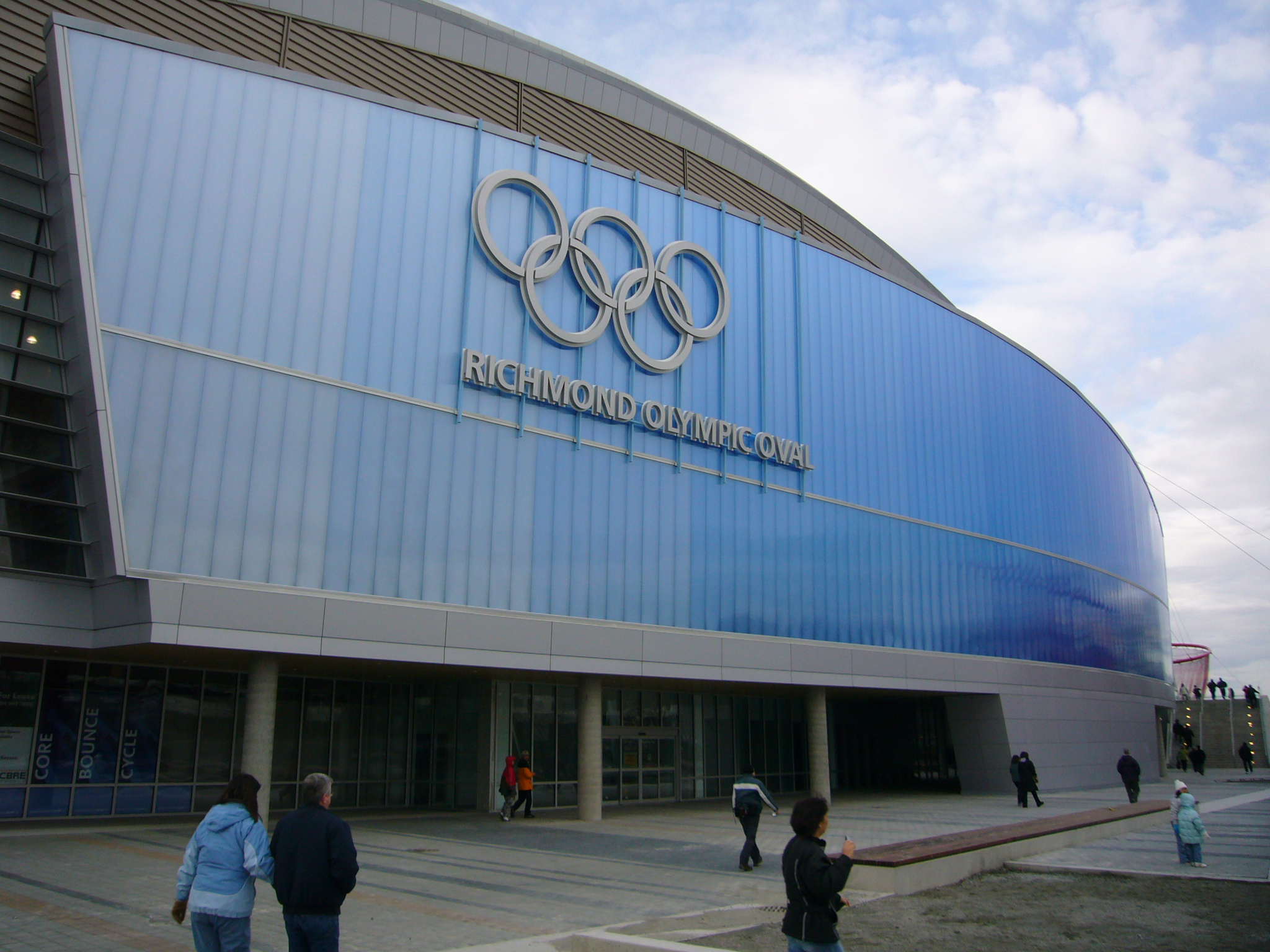
Richmond Olympic Oval

Zur Durchführung der Olympischen Winterspiele 2010 in Vancouver entstand in Richmond das Richmond Olympic Oval, eine Halle mit 8000 Sitzplätzen für die Eisschnelllauf-Wettbewerbe. Die Eröffnung fand im Dezember 2008 statt. Nach den Spielen wurde die Halle in ein Freizeitzentrum umgewandelt.

## Partnerstädte
- Pierrefonds (Stadtteil von Montreal)  Kanada
- Wakayama, Honshū  Japan

## Persönlichkeiten
- Bronwen Thomas (* 1969), Freestyle-Skierin
- Tracy Kivell (* 1974), Paläoanthropologin
- Summer Clarke (* 1975), Fußballspielerin
- Aaron Ashmore (* 1979), Schauspieler
- Shawn Ashmore (* 1979), Schauspieler
- Scott Hannan (* 1979), Eishockeyspieler
- Richard Mueller (* 1982), deutsch-kanadischer Eishockeyspieler
- Brandon Segal (* 1983), Eishockeyspieler
- Matt Jarvis (* 1984), Pokerspieler
- Raymond Sawada (1985–2023), Eishockeyspieler
- Brent Seabrook (* 1985), Eishockeyspieler
- Evan Dunfee (* 1990), Geher
- Thomas Scrubb (* 1991), Basketballspieler
- Josh Nicholls (* 1992), Eishockeyspieler
- Philip Scrubb (* 1992), Basketballspieler
- Troy Stecher (* 1994), Eishockeyspieler
- Patrick Metcalfe (* 1998), Fußballspieler
- Camryn Rogers (* 1999), Hammerwerferin